# 夏言

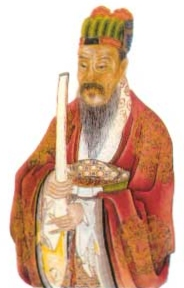
夏言

夏 言（か げん、成化18年6月29日（1482年7月14日）- 嘉靖27年10月2日（1548年11月1日））は、明の政治家。字は公謹。号は桂洲。諡号は文愍。

## 経歴
広信府貴渓県の出身であるが、実際には父の夏鼎の仕事の関係で北京の蓮子巷で生まれて北京で成長した。正徳元年（1506年）、臨清州知州だった父が57歳で死去する。喪が明けた後に科挙に挑戦して正徳5年（1510年）に挙人、正徳12年（1517年）に進士となる。行人から兵科給事中となり、嘉靖初年の改革に従事するが、大礼の議が本格化する直前の嘉靖3年（1524年）に母の死によって職を辞する。嘉靖7年（1527年）に官に復帰するが、夏言の縁戚であった内閣首席の費宏が張璁と争って辞任に追い込まれたことから復帰に反対する意見もあったが、程なく礼科左給事中、兵科都給事中、吏部都給事中を歴任する。
嘉靖9年（1530年）、大礼の議の後処理の一環として行われた嘉靖帝主導の礼制改革において嘉靖帝の意に沿った上奏を行ったことから気に入られて嘉靖10年（1531年）3月に翰林学士に抜擢される。これに警戒感を抱いた張璁が夏言を無実の罪に陥れようとしたが、裏目に出て張璁は辞任に追い込まれた。
嘉靖15年（1536年）閏12月に内閣大学士に任じられるが、内閣首輔の李時と嘉靖帝・夏言の両者と親しかった道士の邵元節が没すると次第に嘉靖帝の信任を失って、嘉靖21年（1542年）に内閣首輔を更迭されて致仕に追い込まれる。ところが、内閣大学士が厳嵩のみになってしまうと、嘉靖帝は夏言を呼び戻すことにする。ところが、嘉靖25年（1546年）に夏言が復帰して内閣首輔に任じられると、それまで内閣首輔であった厳嵩と夏言との間に亀裂が生じることになる。元々、夏言と厳嵩は仲が良かったが礼制改革による抜擢後は厳嵩は年齢的にも科挙の合格年次も上であったにもかかわらず夏言の方が先に出世したことで次第に厳嵩に対して尊大な態度で振る舞うようになった。また、夏言が高慢であるとして反発していたのは厳嵩だけではなく、霍韜・郭勛とも極めて仲が悪く、特に後者は夏言によって獄死に追い込まれていた。こうした中で嘉靖帝は夏言に命じて河套地方の回復を進めようとするが苦戦し、この様子を見た厳嵩は「夏言が陝西・四川の異民族から賄賂を受け取って明への帰服を認めた」などの讒言を行って夏言を失脚に追い込んだ。また、河套回復に失敗した嘉靖帝も自らの政治責任を全て夏言に押し付けようとしていた。こうした思惑の中で夏言は捕らえられて拷問にかけられた上で全てを罪を認めたとして、北京にて処刑されることになった。
夏言が処刑された段階で彼の息子や孫は全て早世していたために彼の男系の血筋は途絶えとされ（『明史』では実は庶出の孫はいたが若くして没したために子孫は絶えたとする）、娘婿である呉春・呉萊父子によって万暦年間に全集が刊行された。また、清の乾隆年間に夏言の七世の孫と称する夏之端という人物がいたとされるが、史料との整合性が取れない問題が残る。